# Prix Gémeaux du meilleur magazine d'intérêt social
Le prix Gémeaux du meilleur magazine d’intérêt social est une récompense télévisuelle remise par l'Académie canadienne du cinéma et de la télévision en 2003, 2004 et 2009.

## Lauréats
- 2003 - Les Francs-Tireurs
- 2004 - Les Francs-Tireurs
- 2009 - Salut Bonjour
- 2016 - Le Code Chastenay